# Hans Schneeberger

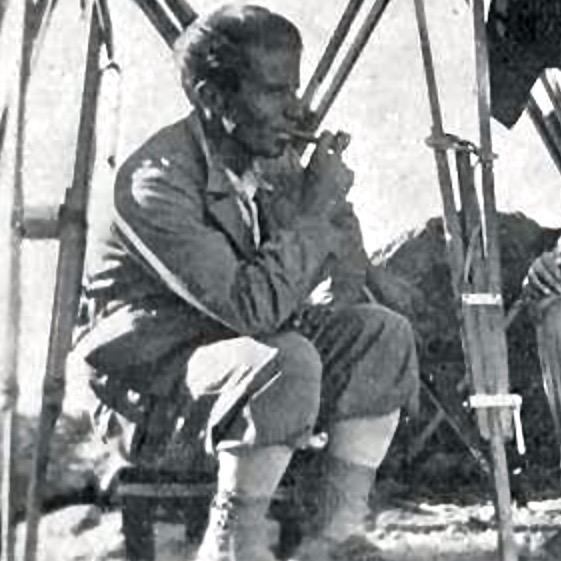
Hans Schneeberger während einer Drehpause für den Bergfilm Stürme über dem Mont Blanc von Arnold Fanck

Hans Schneeberger (* 7. Juni 1895 in Brandberg, Tirol; † 19. November 1970 in Salzburg) war ein österreichischer Kameramann und mit Sepp Allgeier, Richard Angst, Albert Benitz, Arnold Fanck, Kurt Neubert und Walter Riml Teil der sogenannten Freiburger Schule, einer der wegbereitenden Kameraleute des Berg- und Ski- bzw. Sportfilms.

## Leben

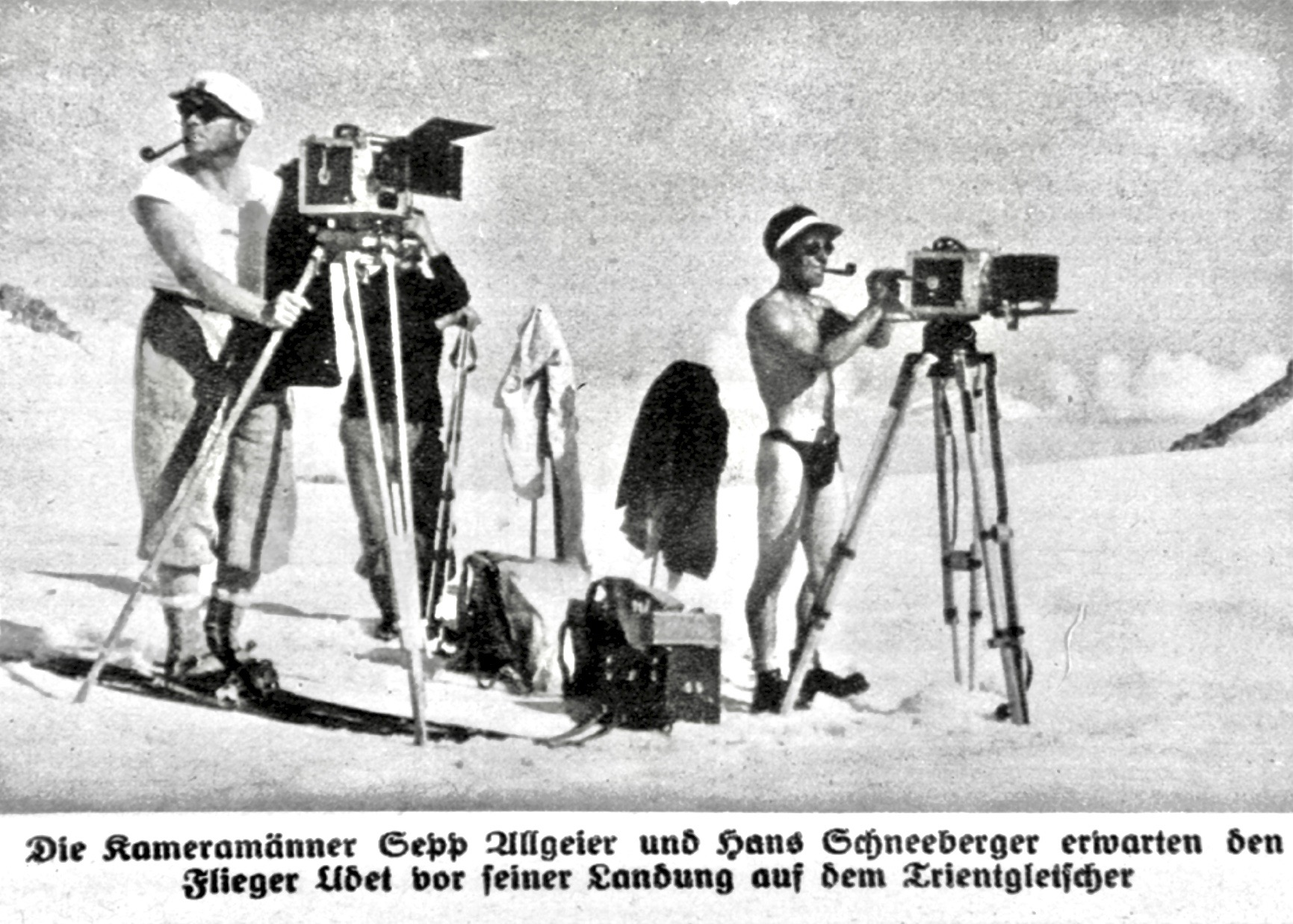
Sepp Allgeier (links, auf Skiern) und Schneeberger warten bei den Dreharbeiten zu Stürme über dem Montblanc auf dem Trientgletscher auf die Landung von Ernst Udet

### Herkunft
Hans Schneeberger war schon als kleines Kind Vollwaise, wurde aber vom ehemaligen Arbeitgeber seines Vaters unterstützt, so dass er nach der Volksschule eine Realschule besuchen konnte.

### Kriegseinsatz
Schneeberger nahm als Tiroler Kaiserjäger am Ersten Weltkrieg teil. Nach seinem Einsatz in den Felsen der Tofana, wo die Österreicher gegen die italienische Armee kämpften, wurde er mit der Großen Goldenen Tapferkeitsmedaille ausgezeichnet, die ihm Kaiser Franz Joseph I. persönlich überreichte. Diese, nur selten wiederholt verliehene Auszeichnung, wurde ihm später ein weiteres Mal für seinen Einsatz am Schreckenstein zuerkannt, ebenfalls während der Kämpfe gegen die italienische Armee. Die zweite Ehrung erfolgte daher nur symbolisch in Form einer schriftlichen Urkunde und einer Wiederholungsspange. Um stattdessen erneut eine Medaille in den Händen zu haben, machte Schneeberger von der Option Gebrauch, Urkunde und Wiederholungsspange gegen eine Große Silberne Tapferkeitsmedaille einzuwechseln.

### Ausbildung und Studium

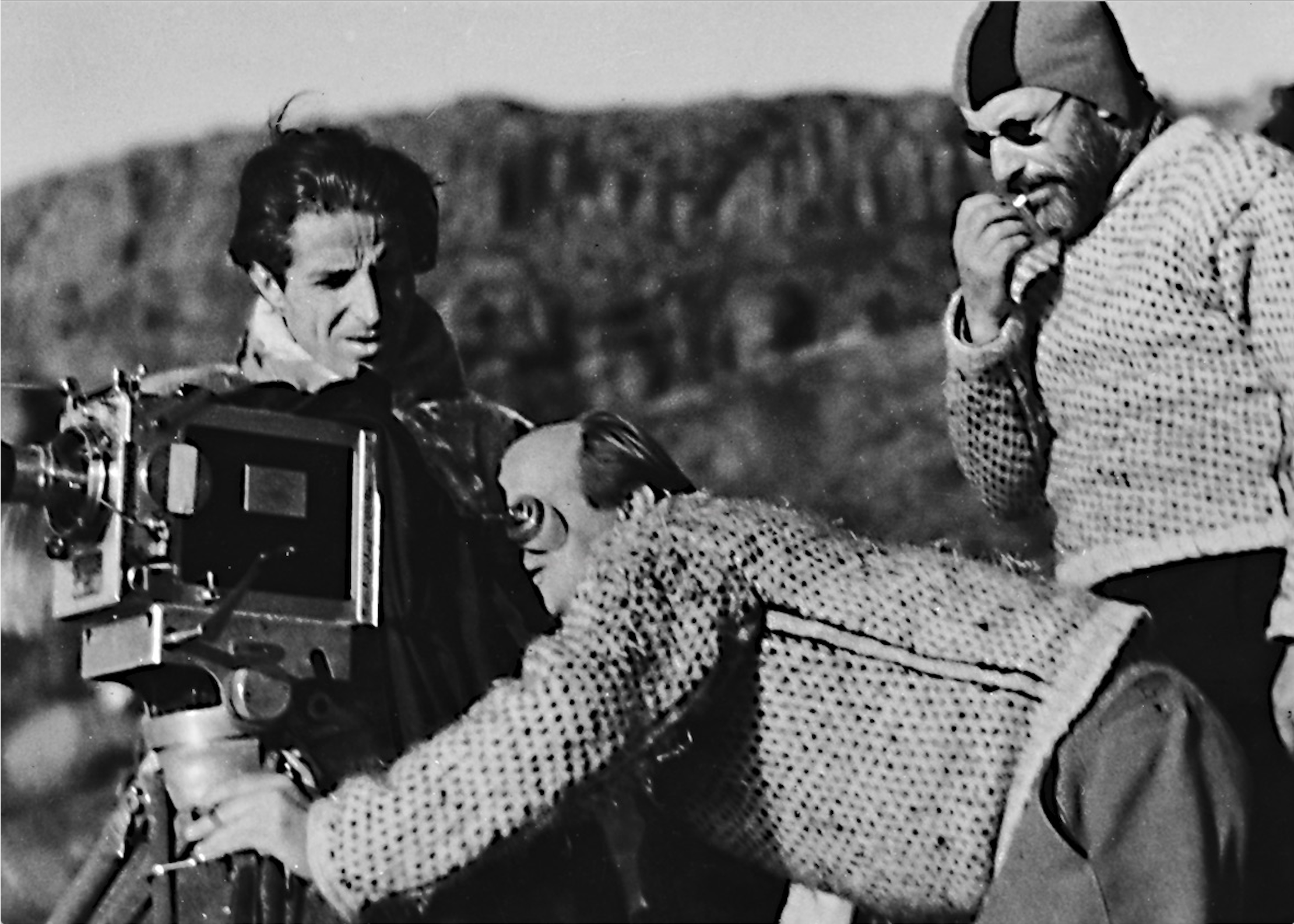
Schneeberger (links) mit Ernst Udet und Arnold Fanck

Nach dem Krieg arbeitete er als Skilehrer und Bergführer, um sich ein Studium der Architektur an der Technischen Hochschule München finanzieren zu können.
Durch diese Tätigkeiten neben dem Studium kam er in Kontakt mit Filmleuten, wodurch er 1921/22 eine kleine Darstellerrolle als Skiläufer im zweiten Teil Eine Fuchsjagd auf Skiern durchs Engadin des Stummfilms Das Wunder des Schneeschuhs der in Freiburg im Breisgau ansässigen Produktionsfirma Berg- und Sport-Film G.m.b.H. erhielt. Bei Sepp Allgeier und Arnold Fanck lernte und arbeitete er in der Folge als Kameraassistent und Fotolaborant.
In den Credits des Stummfilms Der Berg des Schicksals (1923/24) wurde er erstmals als Zweiter Kameramann erwähnt. Dabei arbeitete er mit den Kameraleuten Sepp Allgeier, Arnold Fanck, Eugen Hamm und Herbert Oettel zusammen.

### Berufliche Entwicklung

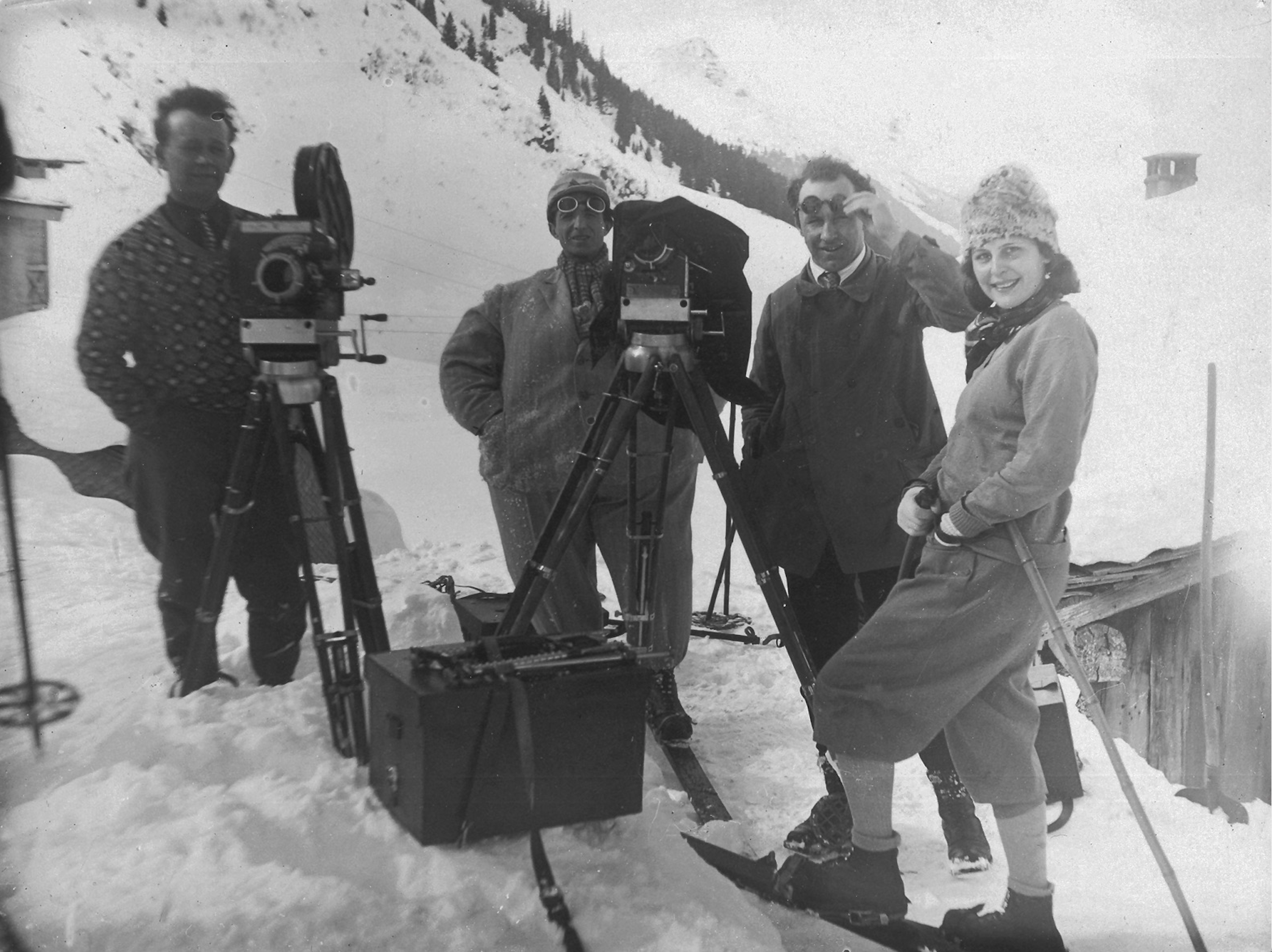
Hans Schneeberger (Mitte) mit Fanck und Leni Riefenstahl (rechts) während der Dreharbeiten zu Der große Sprung (1927)

Als einer der Kameraleute von Arnold Fanck sowie als Mitarbeiter und zeitweiliger Lebensgefährte von Leni Riefenstahl arbeitete Schneeberger in über 120 Filmen aus Österreich, Deutschland, Schweiz, Italien und England mit, u. a. bei Alexander Korda. Bereits bei Riefenstahls Regiedebüt Das blaue Licht (1932) hatte er die Kameraführung übernommen.
Bei Aufnahmen im Freien bestand seine Leistung darin, die Natur nicht bloß rein dokumentarisch, sondern als Spannungselement in den Film einfließen zu lassen. Hierbei avancierte er zu einem der bedeutenden Vertreter des impressionistischen Kamerastils im deutschsprachigen Film. Bei Studioaufnahmen wiederum wusste er die Lichteffekte bestmöglich auszunutzen.
Seine besten Leistungen erbrachte er in Der heilige Berg (1925/1926), Die weiße Hölle vom Piz Palü (1929/1935), Rivalen der Luft (1934) und dem Propagandafilm Wunder des Fliegens (1935). Nach 1933 waren seine Arbeiten als Bergkameramann jedoch nur noch selten gefragt, so dass er meist nur noch an der Produktion von Unterhaltungsfilmen beteiligt war. Ab 1939 arbeitete er für die Wien-Film. Herausragend war dabei seine Arbeit an Gustav Ucickys Verfilmung von Alexander Puschkins Novelle Der Postmeister 1939/40.
Während er bei dem Musikfilm Operette (1940) mit Willi Forst zusammenarbeite, drehte er das Drama Späte Liebe (1942) und die Komödie Die kluge Marianne (1943) mit dem damaligen Schauspielstar Paula Wessely in der Hauptrolle. Mit Leinen aus Irland (1939) und Wien 1910 (1942) finden sich auch zwei weitere NS-Propagandafilme in seiner Filmografie. 1946 führte er beim ersten österreichischen Nachkriegsfilm Glaube an mich (Regie Géza von Cziffra) die Kamera. Im Herbst 1948 drehte er ungenannt die berühmte Schlussszene von Carol Reeds Klassiker Der dritte Mann.
Hans Schneeberger verstarb im Alter von 75 Jahren und wurde in Neu-Anif beigesetzt.

## Veröffentlichungen
- mit Sepp Allgeier, Gyula Arató, Ernst W. Baader und Arnold Fanck: Sprunglauf, Langlauf. Gebr. Enoch, Hamburg 1926.

## Filmografie
- 1921/22: Das Winder des Schneeschuhs – Eine Fuchsjagd auf Skiern durchs Engadin
- 1924: Der Berg des Schicksals
- 1926: Der heilige Berg
- 1927: Der große Sprung
- 1928: Das weiße Stadion
- 1929: Melodie des Herzens
- 1929: Die weiße Hölle vom Piz Palü
- 1930: Stürme über dem Mont Blanc
- 1930: Der blaue Engel (englische Version)
- 1932: Das blaue Licht
- 1932: Abenteuer im Engadin
- 1933: Keine Angst vor Liebe
- 1933: S.O.S. Eisberg
- 1934: Das unsterbliche Lied
- 1934: Rivalen der Luft
- 1935: Wunder des Fliegens
- 1935: Hermine und die sieben Aufrechten
- 1936: Vergiß mein nicht (Forget Me Not)
- 1936: Farewell Again
- 1937: Der Tiger von Eschnapur
- 1937: Das indische Grabmal
- 1938: Kameraden auf See
- 1938: Narren im Schnee
- 1938: Frau Sixta
- 1939: Marguerite: 3
- 1939: Ziel in den Wolken
- 1939: Das Abenteuer geht weiter
- 1939: Mutterliebe
- 1939: Leinen aus Irland
- 1939: Unsterblicher Walzer
- 1940: Ein Leben lang
- 1939/40: Der Postmeister
- 1940  Operette
- 1941: Schicksal
- 1941: Brüderlein fein
- 1942: Wien 1910
- 1942: Späte Liebe
- 1943: Der weiße Traum
- 1943: Die kluge Marianne
- 1943: Die goldene Fessel
- 1943/45: Freunde
- 1944/47: Liebe nach Noten
- 1944/48: Ein Mann gehört ins Haus
- 1946: Glaube an mich
- 1948: Königin der Landstraße
- 1948: Gottes Engel sind überall
- 1949: Geheimnisvolle Tiefe
- 1949: Der dritte Mann
- 1949: Die seltsame Geschichte des Brandner Kaspar
- 1950: Der Seelenbräu
- 1950: Das vierte Gebot
- 1950: Gruß und Kuß aus der Wachau
- 1950: Cordula
- 1950: Die Lüge
- 1951: So ein Theater! (Gangsterpremiere)
- 1951: Der fidele Bauer
- 1951: Verklungenes Wien
- 1951: Hilfe, ich bin unsichtbar!
- 1952: Der fröhliche Weinberg
- 1952: Der Mann in der Wanne
- 1952: Die schöne Tölzerin
- 1953: Jonny rettet Nebrador
- 1953: Liebeskrieg nach Noten
- 1954: Bei Dir war es immer so schön
- 1954: Die Hexe
- 1954: König der Manege
- 1954: Eine Liebesgeschichte
- 1954: Glückliche Reise
- 1955: Die Försterbuben
- 1955: Oberarzt Dr. Solm
- 1956: Uns gefällt die Welt
- 1956: Frucht ohne Liebe
- 1956: Heidemelodie
- 1957: Jede Nacht in einem anderen Bett
- 1958: Romarei, das Mädchen mit den grünen Augen
- 1958: Der Elefant im Porzellanladen
- 1959: HD-Soldat Läppli
- 1959: Mandolinen und Mondschein
- 1960: Wilhelm Tell
- 1961: Adieu, Lebewohl, Goodbye
- 1961: Demokrat Läppli
- 1964: Der Satan mit den roten Haaren

## Ehrungen
- Er erhielt im Ersten Weltkrieg zwei Mal die Große Goldene Tapferkeitsmedaille verliehen.

## Trivia
- Von dem Künstler Fritz Meisel sind Zeichnungen aus den 1950er Jahren bekannt, die Hans Schneeberger darstellen.